# Longavesnes
Longavesnes (picardisch: Longavène) ist eine französische Gemeinde mit 72 Einwohnern (Stand 1. Januar 2022) im Département Somme in der Region Hauts-de-France im Norden von Frankreich. Die Gemeinde gehört zum Kanton Péronne.

## Geographie
Die Gemeinde liegt rund zweieinhalb Kilometer nordwestlich von Roisel an den Départementsstraßen 181 und 101. Sie liegt teils auf Ton-, teils auf Kreideboden.

## Toponymie und Geschichte
Der Gemeindename wird vom Begriff „longue avoine“ (langer Hafer) abgeleitet.
Vor dem 12. Jahrhundert war das Gebiet im Besitz der Mönche von Saint-Quentin. 
Die Gemeinde erhielt als Auszeichnung das Croix de guerre 1914–1918.

## Einwohner
| 1962 | 1968 | 1975 | 1982 | 1990 | 1999 | 2006 | 2010 |
| ---- | ---- | ---- | ---- | ---- | ---- | ---- | ---- |
| 151  | 138  | 136  | 108  | 110  | 104  | 106  | 85   |

## Verwaltung
Bürgermeister (maire) ist seit 2001 Jeannot Delaigle.

## Sehenswürdigkeiten
- Kirche Saint-Martin, im Ersten Weltkrieg zerstört und durch den Architekten Louis Faille 1929 wiederaufgebaut.